# Culex ferreri
Culex ferreri är en tvåvingeart som beskrevs av Duret 1968. Culex ferreri ingår i släktet Culex och familjen stickmyggor. Inga underarter finns listade i Catalogue of Life.